# Кольстад, Эли
Э́ли Ко́льстад (норв. Eli Kolstad) — норвежская кёрлингистка.
В составе женской сборной Норвегии участница чемпионата мира (заняли девятое место) и чемпионата Европы 1976 (заняли шестое место).
Играла на позициях четвёртого и третьего, в сезоне 1976—1977 была скипом команды.

## Команды
| Сезон   | Четвёртый     | Третий           | Второй        | Первый           | Турниры           |
| ------- | ------------- | ---------------- | ------------- | ---------------- | ----------------- |
| 1976—77 | Эли Кольстад  | Эллен Кристенсен | Хейди Вангард | Кирстен Вёуле    | ЧЕ 1976 (7 место) |
| 1978—79 | Эллен Гитмарк | Эли Кольстад     | Кирстен Вёуле | Ингвилль Гитмарк | ЧМ 1979 (9 место) |

(скипы выделены полужирным шрифтом)